# No Limits
No Limits es el sexto álbum de estudio de la banda alemana de heavy metal U.D.O., publicado en 1998 por GUN Records. Al poco tiempo de terminar la gira promocional del álbum anterior, la banda comenzó la grabación del nuevo disco que incluyó algunas sorpresas. Por ejemplo, se grabó una nueva versión del tema «I'm a Rebel» registrada oficialmente por Accept en 1980 y realizaron un cover de «Lovemachine» de la banda austriaca Supermax. Además, por primera vez en la carrera de la banda se incluyó una canción no compuesta por ellos. «Azrael» fue escrita por Albert Böhne y está basada en la novela del mismo nombre del autor alemán Wolfgang Hohlbein, que fanático de Udo Dirkschneider, le pidió si la podía incluir en el disco.
Por otro lado, el álbum alcanzó el puesto 90 en la lista alemana Media Control Charts un par de semanas después de su lanzamiento.

## Lista de canciones
Todas las canciones escritas por Udo Dirkschneider y Stefan Kaufmann, a menos que se indique lo contrario.

| N.º | Título                            | Escritor(es)                            | Duración |  |
| 1.  | «The Gate»                        |                                         | 0:51     |  |
| 2.  | «Freelance Man»                   |                                         | 4:24     |  |
| 3.  | «Way of Life»                     |                                         | 4:45     |  |
| 4.  | «No Limits»                       |                                         | 4:01     |  |
| 5.  | «With a Vengeance»                |                                         | 5:26     |  |
| 6.  | «One Step to Fate»                |                                         | 5:10     |  |
| 7.  | «Backstreet Loner»                | Dirkschneider, Kaufmann, Fitty Wienhold | 3:28     |  |
| 8.  | «Raise the Crown»                 |                                         | 4:06     |  |
| 9.  | «Manhunt»                         |                                         | 4:16     |  |
| 10. | «Rated X»                         | Dirkschneider, Kaufmann, Jürgen Graf    | 3:54     |  |
| 11. | «Lovemachine» (cover de Supermax) | Kurt Hauenstein                         | 5:24     |  |
| 12. | «I'm a Rebel» (nueva versión)     | George Alexander                        | 2:19     |  |
| 13. | «Azrael»                          | Albert Böhne                            | 5:31     |  |

| Pista adicional para Japón |           |          |  |
| N.º                        | Título    | Duración |  |
| 14.                        | «The Key» | 4:07     |  |

| Pistas adicionales en la versión aniversario de 2012 |                             |          |  |
| N.º                                                  | Título                      | Duración |  |
| 14.                                                  | «No Limits» (en vivo)       | 4:12     |  |
| 15.                                                  | «The Key»                   | 4:07     |  |
| 16.                                                  | «Azrael» (versión mezcla)   | 5:31     |  |
| 17.                                                  | «Rated X» (versión demo)    | 3:06     |  |
| 18.                                                  | «Tough Luck» (versión demo) | 2:40     |  |

## Músicos
- Udo Dirkschneider: voz
- Stefan Kaufmann: guitarra eléctrica
- Jürgen Graf: guitarra
- Fitty Wienhold: bajo
- Stefan Schwarzmann: batería
- Mathias Dieth: guitarra líder en «One Step to Fate» (músico invitado)